# Yaima Velázquez Falcon
Yaima Velázquez Falcon (ur. 7 kwietnia 1987 w Camagüey) – kubańska wioślarka.

## Osiągnięcia
- Mistrzostwa Świata – Monachium 2007 – dwójka podwójna wagi lekkiej – 17. miejsce[1].
- Igrzyska Olimpijskie – Pekin 2008 – dwójka podwójna wagi lekkiej – 12. miejsce[1].
- Mistrzostwa Świata – Poznań 2009 – dwójka podwójna wagi lekkiej – 7. miejsce[1].